# Leptochilus mauritanicus
Leptochilus mauritanicus är en stekelart som först beskrevs av Amédée Louis Michel Lepeletier 1841.  Leptochilus mauritanicus ingår i släktet Leptochilus och familjen Eumenidae.

## Underarter
Arten delas in i följande underarter:
- L. m. andreui
- L. m. derufatus